# Leptops tsitsikamae
Leptops tsitsikamae är en stekelart som beskrevs av Heinrich 1968. Leptops tsitsikamae ingår i släktet Leptops och familjen brokparasitsteklar. Inga underarter finns listade i Catalogue of Life.